# Desa Sumberejo (administrativ by i Indonesien, Jawa Timur, lat -7,06, long 112,02)
Desa Sumberejo är en administrativ by i Indonesien.   Den ligger i provinsen Jawa Timur, i den västra delen av landet, 600 km öster om huvudstaden Jakarta.